# Zubon

Drie stijlen van zubon

Zubon (ズボン) is het Japanse woord voor broek. Specifiek wordt de term zubon gebruikt voor de broek van de dōgi, de sportkleding. De dōgi of keikogi wordt abusievelijk ook kort gi genoemd. De andere delen van de dōgi zijn de uwagi, de jas, en de obi, de band.  
Etymologisch is het woord 'zubon' afkomstig van het Franse "jupon", wat "onderrok" betekent. 
Het materiaal waaruit de zubon bestaat - meestal stevig linnen of canvas - is doorgaans van een ander, dunner weefsel dan de uwagi. In het geval van een jūdōgi heeft het textiel zelfs een geheel andere structuur. Bij stijlen met veel grondtechnieken heeft de zubon veelal ook versterkingen aan de knie.
Traditionelere zubon worden vooraan geknoopt met een eenvoudige strik. Hiervoor zit er een lang lint door de bovenzoom van de broek heen, dat anderhalve keer om het lichaam heen gaat.  In modernere zubon heeft dit lint soms plaatsgemaakt voor een elastieken bovenzoom.